# 中华丈夫
《中华丈夫》（英語：Heroes of the East）是1978年刘家良执导，由倪匡编剧，劉家辉、仓田保昭等領銜主演的香港電影，影片主要讲述因为和在日本留学的妻子闹出了矛盾，所以导致在之后何滔和一些日本武术家相互较量的故事。

## 劇情簡介
何滔是一个富家子弟，后和家里安排的，在日本进修武术的弓子结婚了，虽说何滔最初并不同意，但是当他看到弓子非常美丽后，便同意了。
然而，由于其妻子练的是日本功夫，所以遭到了很多外人的误会，并且何滔也并不喜欢日本功夫，所以希望自己的妻子练习中国功夫。
但是，弓子并不喜欢中国功夫，于是在夫妻的矛盾下，弓子回到日本。何滔希望弓子回来，于是向弓子写了挑战书。此举引发日本武术界重视，一群日本各类功夫专门的达人集结来到中国，让何滔看看日本功夫的威力。
何滔也不干示弱，于是决定用中国功夫来击败这些人。一场中日武术大战就此展开。

## 演员表
| 演員     | 角色名   | 簡介                                                                         |
| -------- | -------- | ---------------------------------------------------------------------------- |
| 劉家輝   | 何滔     | 見劇情簡介                                                                   |
| 水野結花 | 甲田弓子 | 見劇情簡介                                                                   |
| 仓田保昭 | 武野三藏 | 忍術高手，暗戀弓子，看到挑戰書後憤而請求武學宗師加藤召集高手到中國挑戰何滔。 |
| 加藤直三 | 加藤     | 日本武學宗師。                                                               |
| 原田力   |          | 劍道高手，隨加藤與武野到中國挑戰何滔。                                       |
| 角友司郎 |          | 空手道高手，隨加藤與武野到中國挑戰何滔。                                     |
| 中崎康貴 |          | 琉球三叉刺高手，隨加藤與武野到中國挑戰何滔。                                 |
| 八名信夫 |          | 槍術高手，隨加藤與武野到中國挑戰何滔。                                       |
| 竜咲隼人 |          | 雙節棍高手，隨加藤與武野到中國挑戰何滔。                                     |
| 大前均   |          | 柔道高手，隨加藤與武野到中國挑戰何滔。                                       |
| 金天柱   |          |                                                                              |
| 刘准     |          |                                                                              |
| 李擎柱   |          |                                                                              |
| 周小来   |          |                                                                              |
| 唐偉成   |          |                                                                              |
| 余袁穩   |          |                                                                              |
| 徐少強   |          |                                                                              |
| 方茹     |          |                                                                              |
| 吕紅     |          |                                                                              |
| 許瑩英   |          |                                                                              |
| 張作舟   |          |                                                                              |
| 葛萍     |          |                                                                              |
| 夏萍     |          |                                                                              |
| 井淼     |          |                                                                              |
| 歐陽莎菲 |          |                                                                              |
| 鄭康業   |          |                                                                              |
| 李海生   |          |                                                                              |
| 袁小田   |          |                                                                              |
| 小侯     |          |                                                                              |
| 劉家良   |          |                                                                              |

## 职员表
- 编剧 :倪匡
- 导演:刘家良
- 制片人:方逸华
- 音乐:陈勋奇
- 摄影 :黄岳泰
- 灯光:阮定邦
- 剪辑 :李炎海
- 美术:曹庄生
- 服装:刘季友
- 化妆:吴绪清
- 副导演 :黄拔景
- 动作特技 :刘家良、唐伟城

## 相關連結
- 豆瓣链接 （页面存档备份，存于）
- 互联网电影数据库（IMDb）上《中华丈夫》的资料（英文）
- 香港影庫上《中华丈夫》的資料（繁體中文）
- review at lovehkfilm.com （页面存档备份，存于）
- review at kungfucinema.com with nice screen shots
- review at hkcinema.co.uk （页面存档备份，存于）